# Gustav Freij
Gustav Freij (* 17. März 1922 in Silvåkra; † 4. August 1973 in Malmö) war ein schwedischer Ringer.

## Werdegang
Gustav Freij begann mit 16 Jahren mit dem Ringen. Er wurde Mitglied des Ringervereins IK "Sparta" in Malmö. Er entwickelte sich kontinuierlich, stand zunächst aber in Schweden noch im Schatten von anderen Ringern. Im Jahr 1948 schaffte er es aber sich für die Olympischen Spiele in London im griechisch-römischen Stil, dem Stil, den er ausschließlich rang, zu qualifizieren. In London erwies er sich als der beste Ringer im Leichtgewicht und wurde verdientermaßen Olympiasieger mit einem Finalsieg über den Ungarn Károly Ferencz. Seine erste schwedische Meisterschaft im Leichtgewicht gewann Gustav erst 1950 im Alter von 28 Jahren. In diesem Jahr startete er auch bei den Weltmeisterschaften im heimischen Stockholm. Er absolvierte ein gutes Turnier, erzielte fünf Siege, unterlag aber im Endkampf dem Ungarn József Gál und musste sich mit dem 2. Platz begnügen.
Da seinerzeit keine Europameisterschaften durchgeführt wurden und Weltmeisterschaften nur alle zwei Jahre, war der nächste Start von Gustav Freij bei einer internationalen Meisterschaft der bei den Olympischen Spielen 1952 in Helsinki. Erstmals beteiligte sich auch die Sowjetunion an Olympischen Spielen und es war auch ein sowjetischer Ringer, Schazam Safin, der Gustav im Endkampf besiegte und auf den 2. Platz verwies. Die Silbermedaille von Gustav Freij war jedoch hoch verdient.
Die nächsten Weltmeisterschaften fanden bereits 1953 in Neapel statt. Gustav Freij gelang es dabei zu triumphieren und Weltmeister zu werden. Er musste zwar von Shazam Safin erneut eine Niederlage einstecken, besiegte aber den Finnen Kyösti Lehtonen, der wiederum Safin schlug. Da Gustav das beste Punkteverhältnis aus den Vorkämpfen hatte, wurde er Weltmeister.
Im Jahr 1955 gewann Gustav in Karlsruhe bei seiner fünften Teilnahme an einer internationalen Meisterschaft seine fünfte Medaille. Diesmal war es die Bronzemedaille. Gegen Kyösti Lehtonen verlor er diesmal und auch gegen den starken sowjetischen Sportler Grigori Gamarnik, der Weltmeister wurde.
Zu den Olympischen Spielen 1956 in Melbourne entsandte Schweden aus finanziellen Gründen nur eine kleine Mannschaft. Im Leichtgewicht wurde dabei Olle Anderberg, der in beiden Stilarten starten konnte, nominiert. Gustav Freij, der gute Chancen auf den Gewinn einer erneuten Medaille gehabt hätte, musste von Malmö aus tatenlos zusehen. Er setzte sich aber keineswegs zur Ruhe, sondern war bei der Weltmeisterschaft 1958 in Budapest wieder mit dabei. Erstmals gelang ihm aber mit dem 5. Platz kein Medaillengewinn.
Schließlich nahm Gustav Freij mit 38 Jahren im Jahre 1960 in Rom zum dritten Mal an Olympischen Spielen teil. Seine Nominierung durch das schwedische Olympische Komitee war dabei umstritten, da er bei den schwedischen Meisterschaften 1960 im Leichtgewicht nur den 2. Platz belegt hatte. In Rom gelang ihm aber dann ein erneuter Medaillengewinn und ein toller Abschluss seiner langen Karriere. Nach diesen Olympischen Spielen trat Gustav Freij zurück.
Die Ergebnisse der Meisterschaften und einiger anderer Veranstaltungen, an denen Gustav Freij teilnahm, sind aus den folgenden Abschnitten zu ersehen.

## Internationale Erfolge
(alle Wettbewerbe im griechisch-römischen Stil, OS = Olympische Spiele, WM = Weltmeisterschaft, = Leichtgewicht, damals bis 67 kg Körpergewicht)
| Jahr | Platz  | Wettbewerb               | Gewichtsklasse | |
| 1948 | Gold   | OS in London             | Leicht         | mit Siegen über Raymond Myland, Großbritannien, A. Falaux, Frankreich, Abraham Kurland, Dänemark, Ahmet Şenol, Türkei und Károly Ferencz, Ungarn                                                              |
| 1950 | 1.     | Intern. Turnier in Malmö | Leicht         | vor K. E. Andersson, Schweden und Jakob Kern, BRD |
| 1950 | 2.     | WM in Stockholm          | Leicht         | mit Siegen über Charif Damage, Libanon, Aage Eriksen, Norwegen, August Hojrup, Dänemark, Paul Besson, Schweiz und Tevfik Yüce, Türkei und einer Niederlage gegen József Gál, Ungarn                           |
| 1952 | Silber | OS in Helsinki           | Leicht         | mit Siegen über Jack-Finne Rasmussen, Dänemark, Dumitru Cuc, Rumänien, Kalle Haapasalmi, Finnland, Gyula Tarr, Ungarn und Mikuláš Athanasov, Tschechoslowakei und einer Niederlage gegen Schazam Safin, UdSSR |
| 1953 | 1.     | WM in Neapel             | Leicht         | mit Siegen über Hojrup, Bartl Brötzner, Österreich, Willi Mayer, BRD, Tevfik Yüce und Kyösti Lehtonen, Finnland und trotz einer Niederlage gegen Safin                                                        |
| 1955 | 3.     | WM in Karlsruhe          | Leicht         | mit Siegen über Bernard Philippe, Luxemburg, Dimitar Stojanow, Bulgarien, Athanasov und Cuc und Niederlagen gegen Lehtonen und Grigori Gamarnik, UdSSR                                                        |
| 1958 | 5.     | WM in Budapest           | Leicht         | mit Sieg über Karel Matoušek, Tschechoslowakei, einem Unentschieden gegen Gyula Toth, Ungarn und einer Niederlage gegen Rıza Doğan, Türkei                                                                    |
| 1960 | Bronze | OS in Rom                | Leicht         | mit Siegen über Hernando Delgado, Spanien und Matoušek und Unentschieden gegen Branislav Martinović, Jugoslawien und Gheorghe Dumitru, Rumänien                                                               |

## Wichtigste Länderkämpfe
- 1952, Deutschland – Schweden, GR, Le, Punktniederlage gegen Heinrich Nettesheim,
- 1952, Deutschland – Schweden, GR, Le, Schultersieg über Werner Härtling,
- 1954, Schweden – Finnland, GR, Le, Punktniederlage gegen Erkki Talosela,
- 1954, Schweden – Finnland, GR, Le, Punktniederlage gegen Kyösti Lehtonen,
- 1955, UdSSR – Schweden, GR, Le, Punktniederlage gegen Jakov Punkin,
- 1955, UdSSR – Schweden, GR, Le, Punktsieg über Rosin,
- 1956, Schweden – UdSSR, GR, Le, Punktniederlage gegen Rosin,
- 1958, Schweden – UdSSR, GR, Le, Punktniederlage gegen I. Korschunow,
- 1959, UdSSR – Schweden, GR, Le, Unentschieden gegen I. Korschunow,
- 1959, Schweden – Finnland, Punktsieg über Rauno Mäkinen,
- 1959, Schweden – Finnland, Punktsieg über Alanen

## Schwedische Meisterschaften
Die schwedische Meisterschaft im Leichtgewicht, griechisch-römischer Stil, gewann Gustav Freij in den Jahren 1950, 1952, 1954, 1955, 1956 und 1958.